# Piusa (Fluss)
Die Piusa (estnisch Piusa jõgi, auch: Pimža jõgi; russisch Пиуза, Пимжа Piusa, Pimscha) ist ein Fluss im südwestlichen Estland und der russischen Oblast Pskow.
Der Fluss entspringt bei Plaani, Gemeinde Haanja im Kreis Võru. Seine Länge beträgt 109 km. In einem Abschnitt von 17 km bildet er bei Petschory die Grenze Estlands zur Russischen Föderation. Nach weiteren 14 km mündet er auf der russischen Seite in den südlichen Teil des Peipussees, den Pleskauer See.
Das Einzugsgebiet der Piusa umfasst 796 km², davon liegen 508 km² auf estnischem Gebiet. Ihr Gefälle von 212 m ist das höchste aller estnischen Flüsse, ihre durchschnittliche Abflussmenge beträgt 5,5–6 m³/s.